# Чендлер, Чес
Чес Чендлер (более точно Час Чандлер, англ. Chas Chandler; настоящее имя Брайан Джеймс Чендлер, англ. Bryan James Chandler; 18 декабря 1938, Хитон, Ньюкасл-апон-Тайн — 17 июля 1996, Ньюкасл) — британский музыкант, продюсер и менеджер.

## Биография
Родился 18 декабря 1938 в Хитон (Ньюкасл-апон-Тайн).
После окончания школы он работал токарем на верфях Тайнсайда. В 1962 году он стал басистом в трио Алана Прайса .
Известность ему принесло участие в группе The Animals. После распада группы в конце 1966 года Чендлер начинает сотрудничать с Джими Хендриксом и помогает нанять музыкантов для его новой группы, получившей название The Jimi Hendrix Experience и становится менеджером и продюсером двух альбомов этой группы. После распада The Jimi Hendrix Experience Чендлер был менеджером Slade и Ника Дрэйка. Впоследствии Чендлер приобрёл IBC Studios и основал Barn Records.
Чендлер дважды воссоединялся с  The Animals в 1977 и 1983 годах, сделав с ними пару записей. В 1990-х помогал с финансированием развития Newcastle Arena, спортивно-развлекательного комплекса на 10 000 мест, который открылся в 1995 году.
Умер от аневризмы аорты в 1996 году в Ньюкасле.